# Paola Galué
Paola Valentina Galué Greco (sinh ngày 21 tháng 10 năm 1992), còn được gọi là Paola Galué. Cô là diễn viên, người mẫu và ca sĩ người Venezuela. Cô nổi lên với vai Paola trong serie đầu của kênh Boomerang Latin America mang tên Somos tú y yo.

## Cuộc đời và sự nghiệp
Galué sinh ở Valencia, Venezuela và sống ở đó trong 5 năm đầu, cho đến tuổi vị thành niên cô chuyển đến Caracas.
Năm 2008, Galué đã tham gia buổi thử giọng cho mùa 2 serie phim đầu tiên của Boomerang và Venevision Somos tú y yo. Sau loạt bài kiểm tra của người sản xuất serie phim, Galué đã được chọn cho dự án, với vai diễn Paola. Bộ phim được đồng sản xuất bởi Boomerang và Venevisión, phát sóng ở Mĩ Latin, châu Âu, Trung Đông và châu Á. Bộ phim được công chiếu lần đầu tiên vào ngày 27 tháng 6 năm 2007 ở Venezuela trên Venevisión. Sau đó, vào ngày 15 tháng 1 năm 2008, bộ phim chiếu trên kênh Boomerang ở Mĩ Latin và châu Âu. Phim kết thúc vào ngày 15 tháng 12 năm 2008 và tập cuối có khoảng 9,8 triệu người xem. Năm 2008, dàn diễn viên lưu diễn ở Venezuela, biểu diễn các bài hát trong phim, và khi chương trình kết thúc vào năm 2009, một album tuyển tập gồm 10 bài hát từ bộ phim mang tên Somos tú y yo: un nuevo día đã được phát hành.
Năm 2009, Galué đã xác nhận không tham gia Somos tú y yo, un nuevo día, spin-off của Somos tú y yo. Sau khi hoàn tất quá trình quay Somos tú y yo, Galué định cư tại Tây Ban Nha để tiếp tục học tập và tiếp tục sự nghiệp nữ diễn viên của cô.
Năm 2012, Galue tiếp tục sự nghiệp ca sĩ và gia nhập nhóm nhạc Vicious Circle có chuyến lưu diễn tại Maroc.

## Danh sách phim
| Năm       | Tên           | Vai   | Ghi chú  |
| --------- | ------------- | ----- | -------- |
| 2007-2008 | Somos tú y yo | Paola | Season 2 |

## Lưu diễn
- Somos tú y yo (2007)